# Нелихов, Антон Евгеньевич
Анто́н Евге́ньевич Не́лихов (род. 4 августа 1979 года, Реутов, СССР) — российский научный журналист, историк палеонтологии, популяризатор науки, автор нескольких научно-популярных книг о палеонтологии, лауреат премии Х. Раусинга в номинации лучшая научно-популярная монография по палеонтологии 2018 года и 2019—2020 годов, призёр конкурса РАН 2022 года за лучшие работы по популяризации науки.

## Биография
Родился в г. Реутов (Подмосковье). В детстве увлекался естествознанием, занимался в палеонтологическом кружке Московской городской станции юннатов (МосГорСЮн). После окончания философского факультета РГГУ работал журналистом, редактором, медиа-аналитиком в информагентстве ТАСС, издательстве АСТ, интернет-изданиях «Дни. Ру», «Взгляд. Ру», параллельно занимаясь историей палеонтологии и написанием популярных заметок о древних животных Европейской России.
В 2006 году принял участие в создании первого популярного журнала о палеонтологии на русском языке — «ПалеоМира». Журнал выходил два раза в год, было выпущено восемь номеров. Также публиковал статьи о палеонтологии в журналах «Юный натуралист», «Юный техник», «Природа», «National Geographic Россия». Всего опубликовал более сотни статей и несколько книг, в основном в соавторстве с художником Андреем Атучиным.
Научно-популярная книга «История Земли: от звездной пыли к звездной пыли» в 2019 году была переведена на китайский язык.
Опубликовал ряд биографий отечественных палеонтологов, в том числе В. А. Киприянова, В. П. Амалицкого, М. Ф. Ивахненко, П. К. Чудинова, а также ряд статей про историю раскопок наземной фауны Европейской России.
Неоднократно принимал участие в раскопках местонахождений палеозойских и мезозойских позвоночных, в том числе мозазавров, терапсид, диноцефалов. В 2017 году в пермских отложениях Самарской области нашел фрагмент челюсти капторинида — наиболее полную находку этих животных в Старом свете. В каменноугольных отложениях Подмосковья нашел окаменелую морскую звезду — десятую за двести лет поисков.
Кроме того занимается историей отечественной журналистики рубежа XIX—XX веков.